# Scaphopetalum stipulosum
Espèce
Scaphopetalum stipulosum K. Schum. est une espèce de plantes de la famille des Sterculiaceae, du genre Scaphopetalum. Suivant APGIII, elle appartient à la famille des Malvaceae. Elle est endémique du Cameroun.

## Description
C’est un arbuste, de 1 m environ de haut. Son habitat naturel se trouve dans les forêts humides à 150 m d’altitude. 

## Distribution
Endémique du Cameroun, assez rare, l'espèce y est présente principalement dans la Région du Sud, notamment autour de Kribi et Ebolowa, également dans la Région du Littoral, à l'est d'Édéa.